# Hans-Dieter Poth
Hans-Dieter Poth  ist ein Brigadegeneral a. D. der Luftwaffe der Bundeswehr und war von 2013 bis 1. September 2017 Verteidigungsattaché an der Deutschen Botschaft in Paris. Ab September 2017 bis zur Verabschiedung in den Ruhestand zum 1. Januar 2018 wurde er im Streitkräfteamt eingesetzt.

## Militärische Laufbahn

### Ausbildung und erste Verwendungen
Poth trat 1974 als Offiziersanwärter in die Bundeswehr an. Nach der militärischen Grundausbildung im Luftwaffenausbildungsregiment 3 in Roth und der an schließenden Ausbildung an der Offiziersschule der Luftwaffe in Neubiberg nahm er 1975 bis 1978 das Studium der Luft- und Raumfahrttechnik an der Universität der Bundeswehr auf, welches er als Diplomingenieur abschloss. Seine fliegerische Ausbildung begann Poth 1979 in Fürstenfeldbruck beim Jagdbombergeschwader 49, worauf dann die Ausbildung zum Waffensystemoffizier auf dem Waffensystem F-4F Phantom in Kalifornien folgte. Nach erfolgreichem Abschluss dieser Ausbildung wurde er von 1980 bis 1983 als WSO beim Jagdgeschwader 71 Richthofen in Wittmund eingesetzt. 1983 erfolgte beim Trinational-Tornado-Training-Establishment (TTTE) in Cottesmore (Großbritannien) die Umschulung auf das Waffensystem Tornado, der sich dann bis 1987 eine Verwendung beim Jagdbombergeschwader 31 Boelcke, unter anderem als Einsatzstabsoffizier der 2. Staffel, anschloss. 1985 wurde er nach Jever versetzt, um dort die 1. Staffel des Jagdbombergeschwader 38 Friesland als Staffelkapitän zu übernehmen. Diesen Dienstposten bekleidete er bis 1989. Von 1989 bis 1991 absolvierte Poth den 34. Generalstabslehrgang an der Führungsakademie der Bundeswehr in Hamburg.

### Dienst als Generalstabsoffizier
Als erste Verwendung als Stabsoffizier folgte von 1991 bis 1993 eine Verwendung als Dezernatsleiter A 2 b (militärisches Nachrichtenwesen der Luftwaffe, militärische Sicherheit, fachliche Führung der Feldnachrichtenkräfte der Luftwaffe) beim Luftwaffenführungskommando in Köln-Wahn folgte. 1993 erfolgte eine Berufung in das Bundesministerium der Verteidigung nach Bonn, wo er bis 1995 als Referent FüS II 3 ( Nationale Risikobeurteilung; Lage anderer Staaten; Beauftragter des Inspekteurs des Heeres für Militärische Nachrichtenwesen) beim Führungsstab der Streitkräfte eingesetzt wurde. Dem schloss sich von 1995 bis 1996 wiederum eine Verwendung als Dezernatsleiter A3 IV c ( unmittelbare Einsatzvorbereitung und -begleitung, Betrieb des Führungszentrums Luftwaffe (FüZLw) als gemeinsames Lagezentrum des Führungsstabs der Luftwaffe, des Luftwaffenamts und des Luftwaffenführungskommandos) beim Luftwaffenführungskommando in Köln-Wahn an. Von 1996 bis 1999 war Poth Sprecher der Luftwaffe im Presse- und Informationsstab des BMVg. Danach folgte wiederum eine Verwendung in einem fliegenden Verband der Luftwaffe, er war von 1999 bis 2000 S3-Stabsoffizier und stellvertretender Kommodore des in Kropp stationierten Aufklärungsgeschwaders 51 Immelmann, und anschließend von 2000 bis 2002 Kommodore dieses Geschwaders. Anschließend absolvierte er bis 2004 eine Sprach- und Attachéausbildung beim Bundessprachenamt in Hürth und Bad Ems, um dann von 2004 bis 2007 als Luftwaffenattaché an der deutschen Botschaft in Paris eingesetzt zu werden. Dem folgte dann von 2007 bis 2011 eine Verwendung als Referatsleiter Fü L III 4 (Grundsatzangelegenheiten Einsatz und Operative Führung, Einsatzführung Luftstreitkräfte, Operative Grundlagen, Führungsunterstützung, Übungen) beim Führungsstab der Luftwaffe in Bonn. In dieser Funktion war er Vertreter des BMVg im Aufsichtsrat der Deutschen Flugsicherung.

### Dienst als General
2011 übte Poth, unter (temporärer) Ernennung zum Brigadegeneral die Tätigkeit des Base Commander des Camp Marmal in Masar-e-Sharif in Afghanistan aus, die er im Februar 2012 beendete. Im Anschluss war er vom 22. Dezember 2011 bis zum 9. September 2013 als General Flugsicherheit im Luftwaffenamt mit der Ermittlung von Unfallursachen bei Unfällen mit militärischen Luftfahrzeugen eingesetzt. Ende September 2013 übernahm er von Brigadegeneral Werner Weisenburger die Amtsgeschäfte als Verteidigungsattaché an der Deutschen Botschaft Paris.

### Einsätze
- 2011/12 ISAF Base Commander im Camp Marmal in Masar-e Scharif, Afghanistan[2]